# This Woman Is Mine
This Woman Is Mine is een Amerikaanse avonturenfilm uit 1941 onder regie van Frank Lloyd. Destijds werd de film in Nederland uitgebracht onder de titel Muiterij aan boord.

## Verhaal
De New Yorkse zakenman John Jacob Astor wil een pelsjacht in Oregon organiseren. Hij zegt de Schotse bonthandelaren Duncan MacDougall en Angus McKay dat zijn boekhouder Robert Stevens met hen mee zal reizen. De mannen worden vergezeld door een groep Frans-Canadese avonturiers onder leiding van Ovide de Montigny. In een kroeg maakt Ovide de zangeres Julie Morgan het hof. Hij vertelt haar dat hij haar zal meenemen naar Parijs. Wanneer Julie hem de volgende dag vraagt om mee te varen, speldt Ovide haar op de mouw dat het schip te klein is.

## Rolverdeling
| Acteur          | Personage                |
| --------------- | ------------------------ |
| Franchot Tone   | Robert Stevens           |
| John Carroll    | Ovide de Montigny        |
| Walter Brennan  | Kapitein Jonathan Thorne |
| Carol Bruce     | Julie Morgan             |
| Nigel Bruce     | Duncan MacDougall        |
| Paul Hurst      | Tweede stuurman Mumford  |
| Frank Conroy    | Eerste stuurman Fox      |
| Leo G. Carroll  | Angus McKay              |
| Abner Biber     | Lamazie                  |
| Sig Ruman       | John Jacob Astor         |
| Morris Ankrum   | Roussel                  |
| Louis Mercier   | Marcel La Fantasie       |
| Philip Charbert | Franchere                |
| Ignacio Sáenz   | Matouna                  |
| Ray Beltram     | Chief Nakoomis           |
| Charles Judels  | Café-eigenaar            |

## Prijzen en nominaties
| Jaar | Prijs  | Categorie              | Genomineerde(n) | Uitslag     |
| ---- | ------ | ---------------------- | --------------- | ----------- |
| 1942 | Oscars | Beste originele muziek | Richard Hageman | Genomineerd |